# ديفيد يو (كاتب)
ديفيد يو (بالإنجليزية: David Yoo)‏ (1974)؛ روائي أمريكي.